# Condado de Martin (Minnesota)
O Condado de Martin é um dos 87 condados do estado americano do Minnesota. A sede do condado é Fairmont, e sua maior cidade é Fairmont.
O condado possui uma área de 1 890 km² (dos quais 52 km² estão cobertos por água), uma população de 21 802 habitantes, e uma densidade populacional de 12 hab/km² (segundo o censo nacional de 2000). O condado foi fundado em 1857.